# Баккільйоне
Баккільйоне (італ. Bacchiglione, вен. Bacajon, лат. Medoacus Minor, "Малий Медоакус") — річка в північній Італії, довжиною 118 км, що бере початок у провінції Віченца, біля підніжжя гори Пасубіо.
Її води беруть свій початок із відродження рівнини Віченца та численних потоків Предальпійських гір. Площа басейну — приблизно 1400 км². 

## Історія
У стародавні часи та протягом раннього Середньовіччя річки Баккільйоне не існувало, за винятком невеликих струмків.

### Повені
У перші десятиліття ХІХ століття відбувалися безперервні повені, викликані розливами річки. Затоплення 1823, 1825 і 1827 років дали початок численним маршрутам насипів і завдали дуже серйозної шкоди; після двадцяти років спокою в 1856, 1859, 1860 і 1868 роках відбулися повені, але найсерйознішою, що завдала дуже серйозної шкоди місту Віченца, затопивши цілі квартали, була повінь 1882 року. Навіть у XX столітті помітні розливи річки тривали, переважно за межами міста.

#### Повінь 2010 року
1 листопада 2010 року Віченца постраждала від повені. Станом на 2010 вода в Баккільйоне непридатна для пиття.
Станом на грудень 2020 рівень води в річці поступово починає спадати.